# 奥兰多·默卡多
奥兰多·桑切斯·默卡多（英語：Orlando Sanchez Mercado，1946年4月26日—），是菲律宾的政治家，曾担任国防部长、菲律宾驻中国大使、驻朝鲜大使、驻蒙古大使。